# بنجنكشتاوات
البنجنكشتاوات (الاسم العلمي: Viticoideae) هي أسرة من النباتات تتبع فصيلة الشفوية من الرتبة الشفويات.

## أجناس
- البنجنكشت
- الشوجب